# Motywacje (album)
Motywacje – pierwszy album zespołu Korba, wydany w 1987 roku na płycie gramofonowej nakładem Polskich Nagrań. Z płyty pochodzą przeboje: „Biały rower” i „A statek płynie”.

## Lista utworów
źródło:
| #   | Utwór                   | Muzyka                                                     | Słowa          | Czas |
| --- | ----------------------- | ---------------------------------------------------------- | -------------- | ---- |
| 1.  | „Gdy sobie spałem”      | Marian Narkowicz / Andrzej Kaźmierczak / Kazimierz Barlasz | Bogdan Olewicz | 3:15 |
| 2.  | „A statek płynie”       | Marian Narkowicz / Andrzej Kaźmierczak                     | Bogdan Olewicz | 4:15 |
| 3.  | „Powiedz mi czego chcę” | Marian Narkowicz / Andrzej Kaźmierczak / Kazimierz Barlasz | Bogdan Olewicz | 3:30 |
| 4.  | „Reportaż”              | Marian Narkowicz / Andrzej Kaźmierczak / Kazimierz Barlasz | Bogdan Olewicz | 3:00 |
| 5.  | „Trzeba grać i śpiewać” | Marian Narkowicz / Andrzej Kaźmierczak / Kazimierz Barlasz | Bogdan Olewicz | 4:05 |
| 6.  | „Szukałem siebie”       | Marian Narkowicz / Andrzej Kaźmierczak / Kazimierz Barlasz | Bogdan Olewicz | 3:40 |
| 7.  | „To plama”              | Marian Narkowicz / Andrzej Kaźmierczak                     | Bogdan Olewicz | 3:20 |
| 8.  | „Pamiętam Amsterdam”    | Marian Narkowicz / Andrzej Kaźmierczak / Kazimierz Barlasz | Bogdan Olewicz | 5:10 |
| 9.  | „Brak motywacji”        | Marian Narkowicz / Andrzej Kaźmierczak / Kazimierz Barlasz | Bogdan Olewicz | 4:00 |
| 10. | „Biały rower”           | Marian Narkowicz / Andrzej Kaźmierczak                     | Bogdan Olewicz | 4:15 |

| #  | Utwór                                            | Muzyka                                                     | Słowa          | Czas |
| -- | ------------------------------------------------ | ---------------------------------------------------------- | -------------- | ---- |
| 6. | „W sklepie za szybą” (bonus na kasetowej edycji) | Marian Narkowicz / Andrzej Kaźmierczak / Kazimierz Barlasz | Bogdan Olewicz | 3:25 |

## Twórcy
źródło:
- Kazimierz Barlasz – śpiew
- Andrzej Kaźmierczak – gitara
- Waldemar Kobielak – gitara basowa
- Leszek Ligęza – perkusja
- Marian Narkowicz – gitara

personel
- Bogdan Olewicz – współpraca realizatorska
- Stefan Kraszewski – foto
- Sławomir Kitowski – projekt graficzny
- Leszek Kamiński – realizacja
- Mikołaj Wierusz – realizacja